# Linderås distrikt
Linderås distrikt är ett distrikt i Tranås kommun och Jönköpings län. 
Distriktet ligger i centrala delen av kommunen. 

## Tidigare administrativ tillhörighet
Distriktet inrättades 2016 och utgörs av en del av området Tranås stad omfattade till 1971, delen som före 1967 utgjorde socknen Linderås.
Området motsvarar den omfattning Linderås församling hade vid årsskiftet 1999/2000.